# Scapanulus oweni
Scapanulus oweni — вид ссавців родини кротових, ендемік центрального Китаю, де він зустрічається в Шеньсі, Ганьсу, Сичуані та Цинхаї. Це єдиний вид з роду Scapanulus.

## Еволюція
Поряд з Alpiscaptulus medogensis кріт Гансу є єдиним представником племені Scalopini, який не живе в Північній Америці. Філогенетичні та викопні дані вказують на те, що кроти Scalopini еволюціонували в Євразії та мігрували до Північної Америки протягом неогену. проте кроти Ганьсу і Медога не є реліктовими євразійськими кротами Scalopini, а є нащадками північноамериканських Scalopini, які мігрували назад до Євразії. Parascalops breweri у Північній Америці є більш близьким до них, ніж з двома іншими північноамериканськими родами Scalopini.
Філогенетичні дані підтверджують, що кроти Ганьсу і Медог були найближчими живими родичами один одного і розходилися в середньому пізньому міоцені, приблизно 11.59 мільйонів років тому. Вважається, що підняття Тибетського нагір'я та подальша зміна клімату ізолювали два роди в різних місцях існування, що призвело до їх розбіжності. Середовище проживання обох видів могло служити притулком під час періодів зледеніння, дозволяючи їм зберігатися, поки більшість інших євразійських Scalopini вимерли.